# Cantó de Bourg-en-Bresse-Nord-Centre
El cantó de Bourg-en-Bresse-Nord-Centre era una divisió administrativa francesa del departament de l'Ain. Comptava amb part del municipi de Bourg-en-Bresse. Va existir de 1982 a 2015.

## Municipis
- Bourg-en-Bresse

## Història
| Data d'elecció | Identitat           | Partit           | Qualitat |
| -------------- | ------------------- | ---------------- | -------- |
| 1982-2001      | Paul Morin          | UDF-radical      |          |
| 2001-2008      | Christophe Feillens | UDF, després UMP |          |
| 2008-2015      | Guillaume Lacroix   | PRG              |          |

## Demografia
| A partir de 1990: Població sense dobles comptes |